# Renaud Dion
Renaud Dion (Gien, 6 januari 1978) is een Frans voormalig wielrenner.

## Belangrijkste overwinningen
2003
- 2e etappe Boucles de la Mayenne

2006
- GP Fina-Fayt-le-Franc

2011
- Route Adélie de Vitré

## Resultaten in voornaamste wedstrijden
| Jaar | Ronde van Italië | Ronde van Frankrijk | Ronde van Spanje |
| ---- | ---------------- | ------------------- | ---------------- |
| 2004 |                  |                     |                  |
| 2005 |                  |                     |                  |
| 2006 | 104e             |                     |                  |
| 2007 |                  |                     | 78e              |
| 2008 |                  |                     | 113e             |
| 2009 | 81e              |                     |                  |
| 2010 |                  |                     |                  |

| Jaar | Milaan-San Remo | Ronde van Vlaanderen | Parijs-Roubaix | Amstel Gold Race | Luik-Bast.‑Luik | Parijs-Tours |
| ---- | --------------- | -------------------- | -------------- | ---------------- | --------------- | ------------ |
| 2004 |                 |                      | 85e            |                  |                 | 67e          |
| 2005 |                 |                      |                |                  | 57e             | 79e          |
| 2006 |                 | 93e                  |                |                  |                 |              |
| 2007 | 35e             |                      |                |                  |                 | 76e          |
| 2008 | 103e            |                      | 100e           | 134e             |                 | 49e          |
| 2009 |                 |                      | 60e            | 93e              |                 | 28e          |
| 2010 |                 |                      |                |                  |                 | 27e          |